# Wioska (województwo wielkopolskie)
Wioska (pol. hist. Jabłona Nowa) – wieś w Polsce położona w województwie wielkopolskim, w powiecie grodziskim, w gminie Rakoniewice. Wioska leży przy drodze Boruja Kościelna – Rakoniewice. W okolicy znajdują się kompleksy leśne.

## Historia
Miejscowość pierwotnie związana była z Wielkopolską. Ma metrykę średniowieczną i istnieje co najmniej od początku XV wieku. Dawniej nazywała się Jabłonka Nowa. Wymieniona została w dokumencie z 1428 pod nazwą Due Jablonya, 1432 Nowa Jablona, 1491 Jablona Minor, 1494 Utraque Jablona, 1510 Novoyablona, 1527 Nowa Jabłonowa, 1530 Jablona, Jabłona Nova, 1564 Jablona Nova.
Miejscowość była wsią królewską, a później szlachecką leżącą w starostwie ujskim należącą do lokalnej szlachty wielkopolskiej Zbąskich, a później także Opalińskich. W 1481 leżała w powiecie kościańskim Korony Królestwa Polskiego, a w 1510 należała do parafii Gnin.
W 1393 tereny, na którym leży miejscowość przynależały do Zbąszynia, który przez króla polskiego Władysława Jagiełłę został wówczas nadany Niemierzy, Janowi i Abrahamowi z Nowego Dworu na Mazowszu. Pierwszy zachowany zapis z 1428 jest zapowiedzią sądu ziemskiego, w którym woźny sądowy zeznał, że drogi nieprawe, łąki, pastwiska, lasy, zarośla, bory oraz wszystkie pożytki dóbr Zbąszyń wraz z przynależnościami, w tym także wsi Jabłona Nowa, należą do Abrahama ze Zbąszynia. W 1432 imiennie odnotowany został kmieć o przydomku Budza, który toczył proces ze szlachcicem Przybysławem Gryżyńskim.
W 1481 Piotr oraz Marcin bracia niedzielni, dziedzice Zbąszynia, na swej wsi Jabłona Nowa zapisują księdzu Maciejowi Izdbieńskiemu 9 grzywien czynszu rocznego za 100 grzywien. W 1489 bracia Abraham, Piotr oraz Marcin Zbąscy dokonali podziału dóbr po ojcu w wyniku czego Piotr Zbąski otrzymał w spadku wieś Jabłona Nowa. Wieś należy do niego także w 1510, a jej tenutariuszem jest Jan Turek Łęcki. W 1527 dziedzicami we wsi są także dzieci zmarłego Jana Opalińskiego ze szlacheckiego rodu Opalińskich herbu Łodzia.
Miejscowość odnotowano w historycznych dokumentach podatkowych. W 1510 we wsi było 4 i 3/4 łana osiadłego, 3 i 1/4 ł. opuszczonego i nie uprawianych, a także karczma z kawałkiem roli. W 1530 miał miejsce pobór z 3,5 łana. W 1563 pobrano podatki z 7 łanów i karczmy dorocznej. W 1564 pobrana została dziesięcina z 5 i 1/4 łana. W 1581 pobór z dwóch łanów, karczmy dorocznej ulokowanej na połowie łana, dwóch zagrodników oraz od owczarza wypasającego 10 owiec.
W okresie Wielkiego Księstwa Poznańskiego (1815-1848) miejscowość wzmiankowana jako Wioska należała do wsi większych w ówczesnym powiecie babimojskim rejencji poznańskiej. Wioska należała do rakoniewickiego okręgu policyjnego tego powiatu i stanowiła siedzibę majątku Wioska, który należał wówczas do Gersdorfa. Według spisu urzędowego z 1837 roku Wioska liczyła 290 mieszkańców, którzy zamieszkiwali 16 dymów (domostw).
Pod koniec XIX wieku podlegała pod gminę Rakoniewice i powiat babimojski oraz parafię w Gninie. W Wiosce znajdowała się szkoła katolicka, a wieś liczyła wówczas 67 domostw i 618 mieszkańców, z czego 398 katolików. W użyciu była także nazwa Suchodębina. W okolicy były plantacje chmielu oraz gorzelnia. W latach 1975–1998 miejscowość należała administracyjnie do województwa poznańskiego.
Jezioro Wioska znajduje się również w gminie Rakoniewice, ale ok. 8 km na zachód od wsi.

## Pałac we Wiosce
Pałac zbudowano w 1880 r. w stylu eklektycznym, w końcu XIX w. dobudowano skrzydła boczne. Na elewacji ogrodowej umieszczono datę budowy. Pałac otoczony jest parkiem krajobrazowym (3,00 ha), na uwagę zasługują tutaj dęby o obwodach do 370 cm. Wśród zabudowań gospodarczych znajduje się spichlerz szachulcowy z 1848 r.